# Neoarchaikum
A neoarchaikum a 2800 millió évvel ezelőtt kezdődött földtörténeti idő, ami 2500 millió évvel ezelőttig tartott. (A kezdeteként megadott időpontot a Nemzetközi Rétegtani Bizottság hivatalosan is elfogadja.) Ez az idő az archaikum eon negyedik, utolsó ideje, ez követi a mezoarchaikum időt. Az neoarchaikumot a proterozoikum eon, illetve a paleoproterozoikum idő követi.
Neve a görög neo (új) és archaios (kezdeti) szavakból származik.
Ebben az időben jelentek meg azok az oxigént termelő aerob élőlények, melyek számára az oxigén nem volt többé toxikus anyagcsere-melléktermék, a korábban létező szervezeteknek ugyanis az anaerob körülmények kedveztek. Ezek oxigéntermelése vezetett később az úgynevezett nagy oxigenizációs eseményhez, vagy más néven az oxigénkatasztrófához a paleoproterozoikum során. A Kenorland nevű szuperkontinens ebben az időben, körülbelül 2,7 milliárd éve alakult ki.